# Hotar (Rumunia)
Hotar – wieś w Rumunii, w okręgu Bihor, w gminie Țețchea. W 2011 roku liczyła 875 mieszkańców.